# Caligny
Caligny település Franciaországban, Orne megyében. Lakosainak száma 845 fő (2022. január 1.). Caligny Saint-Georges-des-Groseillers, La Bazoque, Cerisy-Belle-Étoile, La Lande-Patry, Montilly-sur-Noireau, Saint-Pierre-d’Entremont és Condé-en-Normandie községekkel határos.

## Népesség
A település népességének változása:
| Lakosok száma | 855  | 841  | 860  | 827  | 822  | 815  | 825  | 835  | 845  |
|               | 2013 | 2015 | 2016 | 2017 | 2018 | 2019 | 2020 | 2021 | 2022 |